# ワッフルメーカー

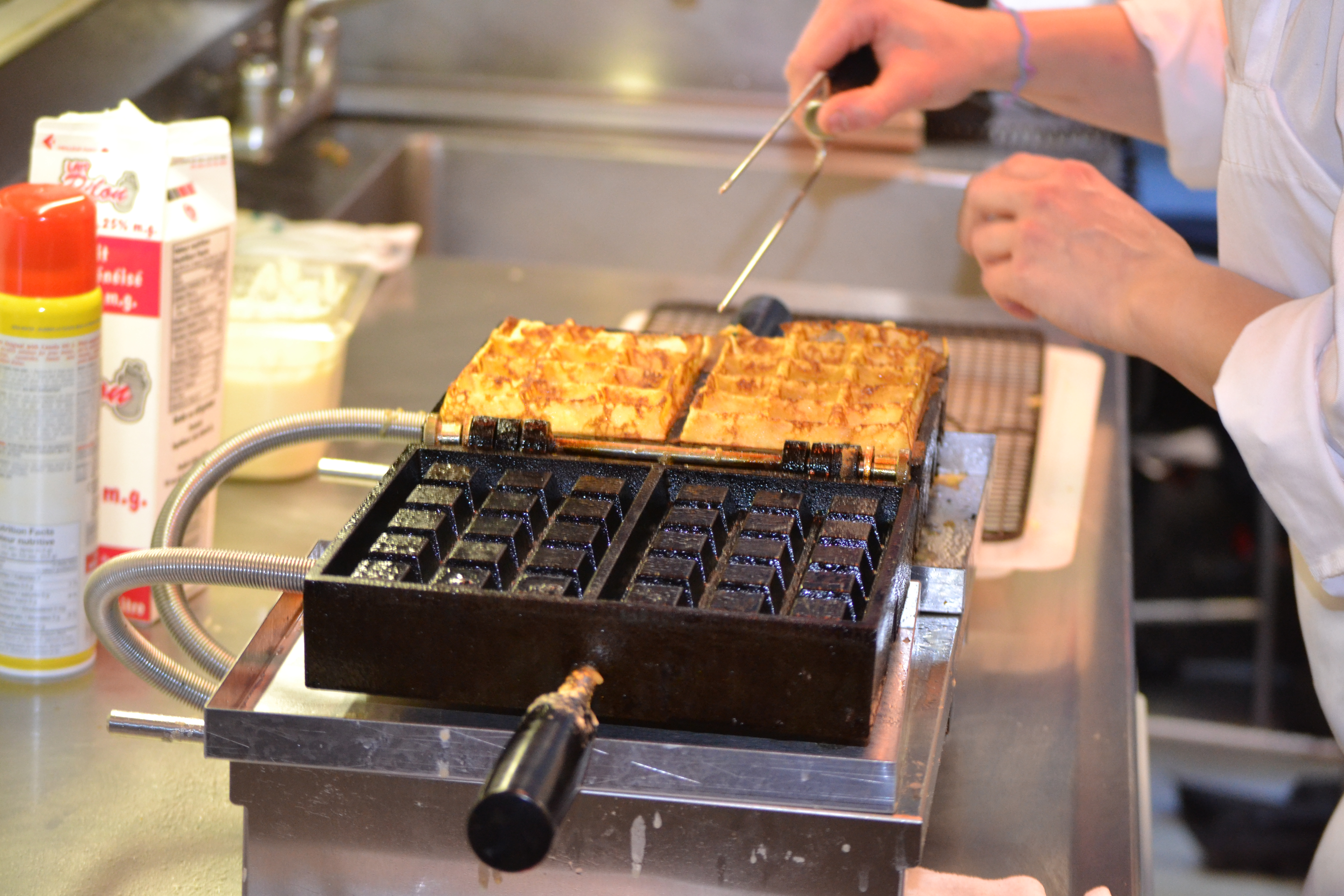
業務用の180°鋳鉄製ワッフルメーカー

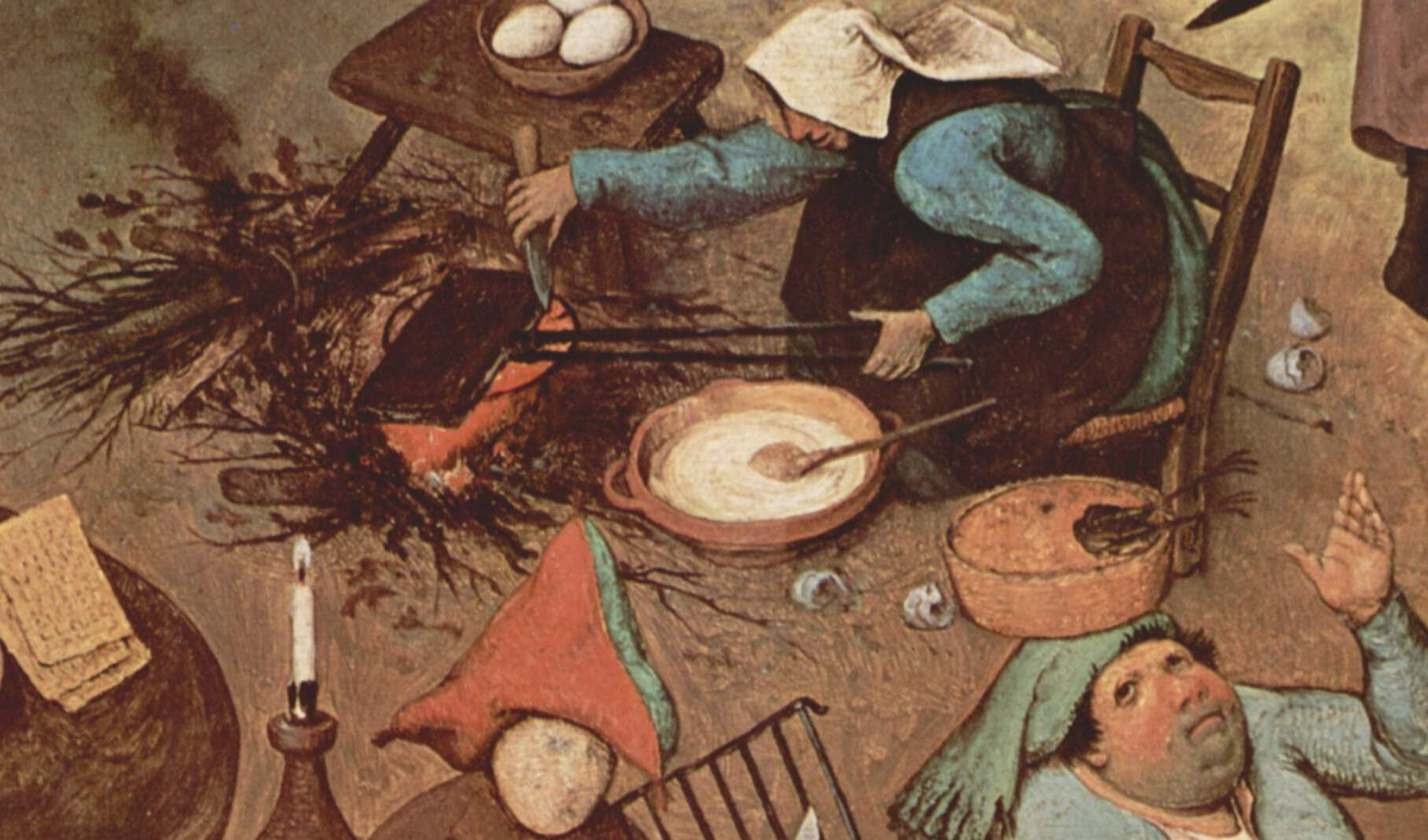
ピーテル・ブリューゲルの『謝肉祭と四旬節の喧嘩』（1559年）で火の上で保持されているワッフルメーカー

ワッフルメーカー（英: waffle iron, waffle maker）は、蝶番で留められた二枚の金属板の間でワッフルを焼く調理器具である。二枚の鉄板には格子状の溝があり、挟まれた生地をワッフルの形にする。鉄板を熱してワッフルメーカーを閉じた状態でワッフルを焼く。ワッフルはホットケーキに似た軽くて甘い風味のデザートである。ワッフルメーカーなしでワッフルの形を作り上げるのは、ホットケーキの形を作り上げることと比べてはるかに難しい。同様の技術がウエハースやクエガピットなどのスナックを焼くために用いられる。クエガピットはインドネシアのワッフル型でカリカリしたスナックで、甘さと香ばしさを併せ持つ作り方ができる。

## 歴史

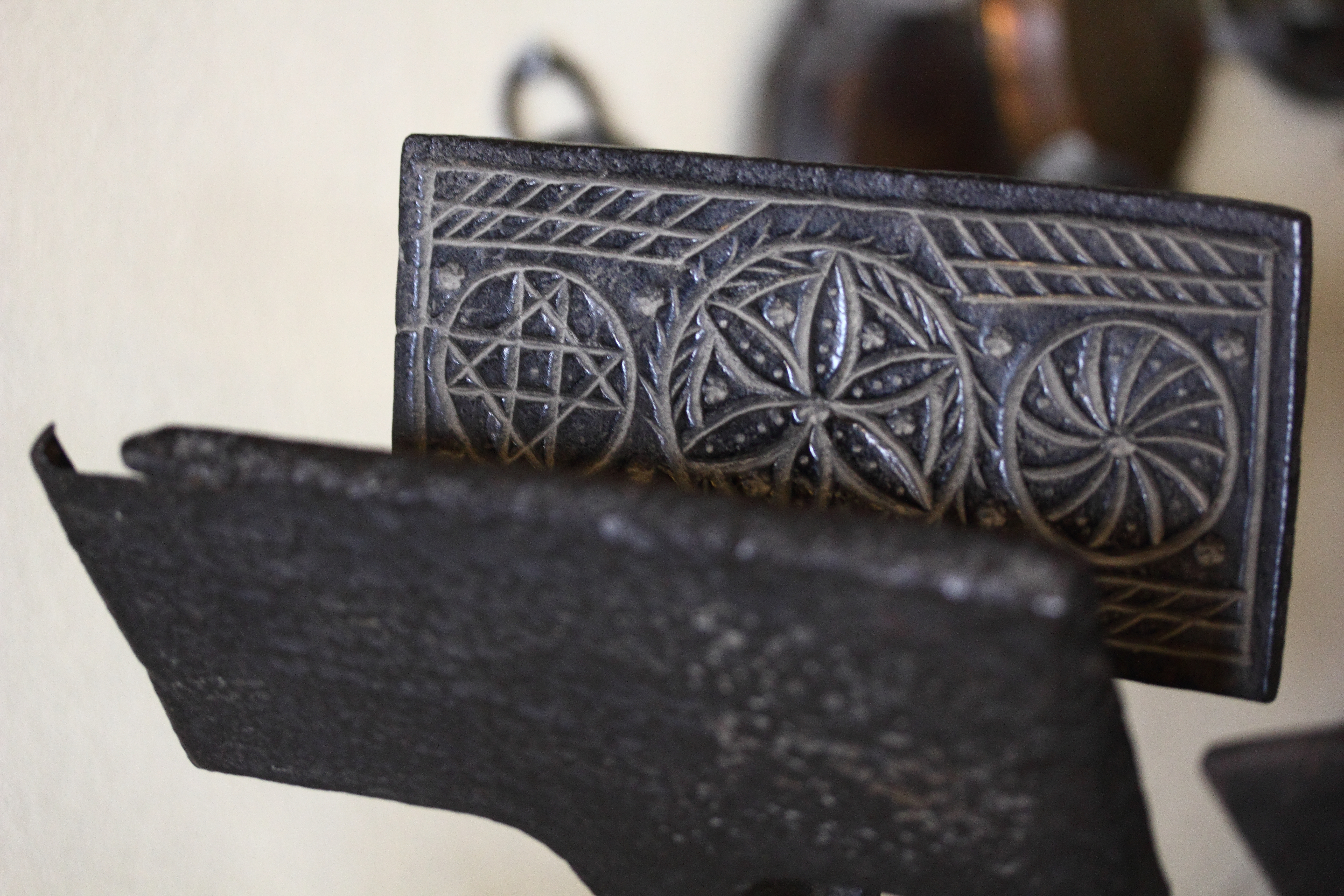
この初期のワッフルメーカーで焼かれたウーブリは現代のワッフルに比べて非常に薄くウエハースに似ている。

ワッフルメーカーはフランスにおいて12世紀か13世紀には一般的なものであり、14世紀からオランダその他のヨーロッパ諸国に広まった。世俗的なワッフルメーカーと並行して、類似した宗教的な用具であるホストプレスが発展した。ホストプレスは聖体を作るのに使われる。最初期のワッフルメーカーは無発酵のウエハースを焼くのに適した溝の浅いもので、ウエハースアイロンやウエハースプレスとも表現できるものである。レシピに膨張剤が採用されるようになるとワッフルメーカーの溝も深くなった。ヴァイキング時代のスウェーデンやノルウェーの女性の埋葬に初期のワッフルメーカーの形跡がある。

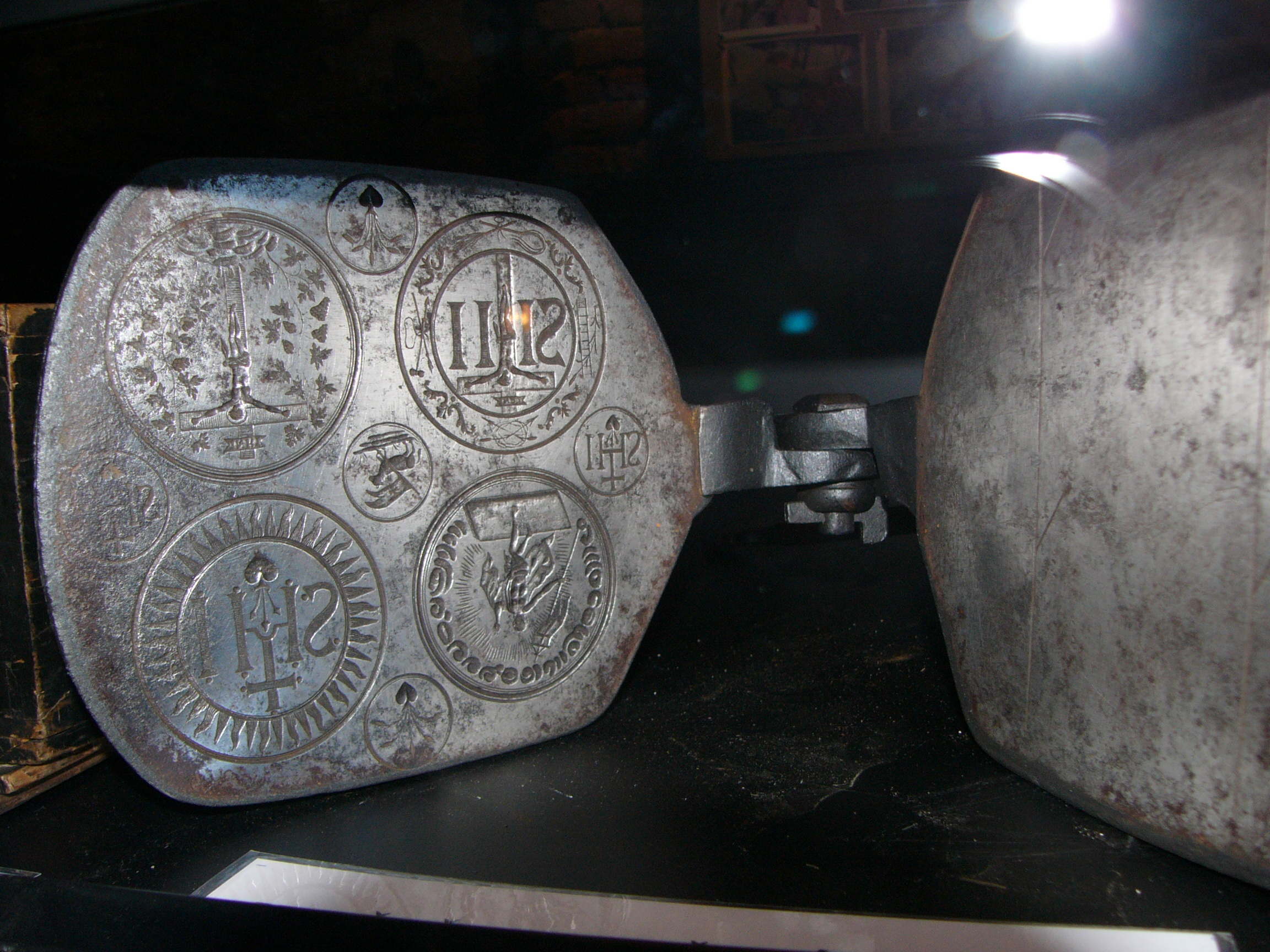
宗教的シンボルが刻まれた聖体を焼き上げるために使うホストプレス。このようなホストプレスは初期のワッフルメーカーと並行して発展した。

ワッフルメーカーはもともと蝶番で留められた二枚の鉄板に二本の長い木の取っ手を取り付けたものであった。その鉄板はしばしば紋章、ランドスケープあるいは宗教的シンボルといった精巧な模様をワッフルに刻み込むように作られた。ワッフルを、炉床の火の上で焼くことができた。
1869年、アメリカのコーネリアス・スワートワウトがコンロ用ワッフルメーカーの特許を取得した。ある種のワッフルメーカーは1400年代には存在したが、スワートワウトは鋳鉄製の輪の中で自在に回転するヒンジや取っ手を加えて、ワッフルメーカーが滑ったり燃えたりする危険なしにアイロンをひっくり返せるようにしてデザインを完成させることを意図した。1891年、ペンシルベニア州シャモキン在住のドイツの移民ジョン・クリムバッハはマンション・ハウス・ホテルのためにワッフルメーカーを成形した後ワッフルの巡回セールスマンになった。クリムバッハはワッフルを1個1ペニーや1ダース10セントで売った。これはシカゴ万国博覧会で人気であった。1911年、ゼネラル・エレクトリックは電気式ワッフルアイロンのプロトタイプを作成し、1918年頃に製造が始まった(p74)。その後ワッフルメーカーが普及するにつれて外観が改良された。

## 種類
伝統的なワッフルメーカーは木の取っ手のトングに取り付けられて直火の上で保持されたり、コンロの上に設置された。最近のワッフルメーカーのほとんどは内部のサーモスタットによって制御される電気式の発熱体を用いた自己完結型の卓上家電機器である。電気式ワッフルメーカーは鉄板が取り外せるものと取り外せないものがある。家庭用のワッフルメーカー、典型的なアルミニウム鋳物製のものはしばしばテフロンコーティングされているのに対し、業務用のモデルは一般にコーティングされていない鋳鉄で作られている。多くのワッフルメーカーには設定された温度に達すると消灯するランプが付いている。
ワッフルメーカーには、非常に薄いワッフルを作ることができ、ワッフルコーンやピッツェルを作るのに使えるものがある。ワッフルの形状や厚さに定められた基準はないものの、最も一般的な形状と厚さを作る型を「伝統的」や「古典的」、厚くてポケットが大きいワッフルを作る型を「ベルギー」と分類することが多い。アメリカ合衆国では、最も一般的な「ベルギーワッフル」の基準は厚さとポケットの大きさであるが、発酵した生地やパールシュガーを含むかという基準によっても区別される。
ストロープワッフルは二層の甘く焼かれた生地の間にキャラメルを満たして貼り付けた薄くて丸いワッフルクッキーである。ストロープワッフルはよく知られたオランダのお菓子で、オランダではかつてのオランダ海上帝国の時代から人気であり、海外に輸出された。

## ギャラリー

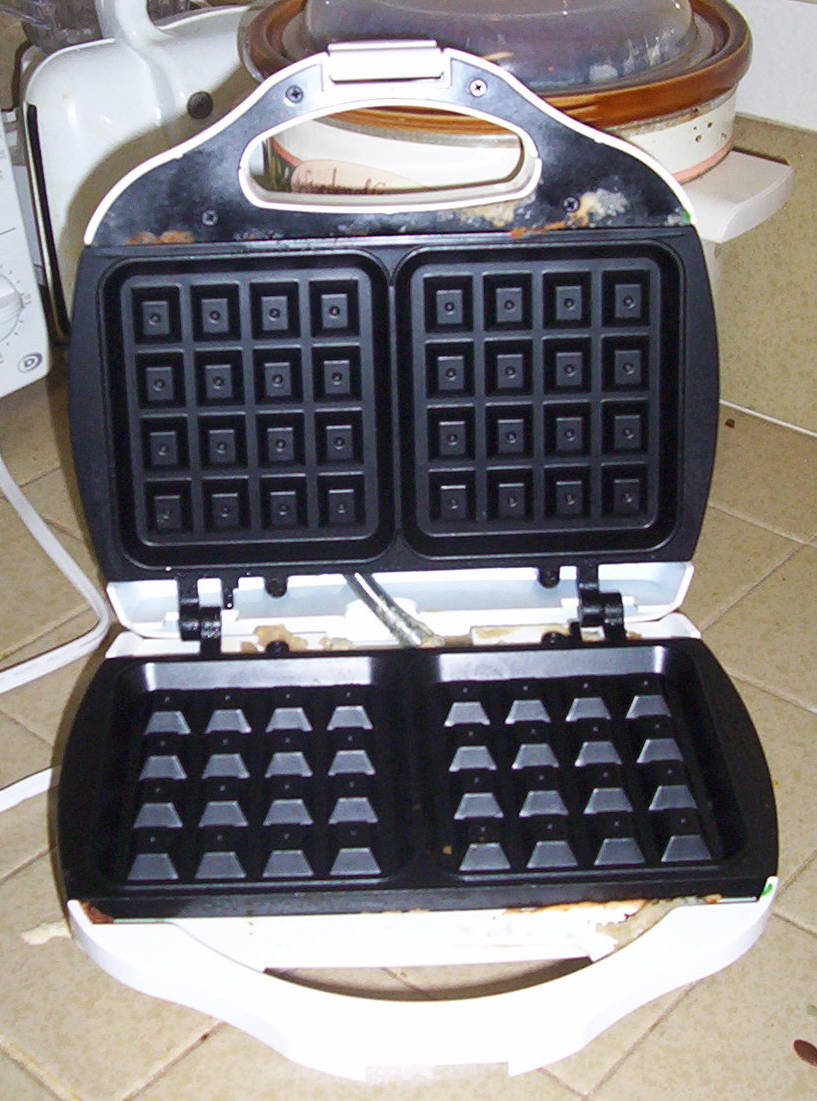
北アメリカのベルギー式ワッフルメーカー。
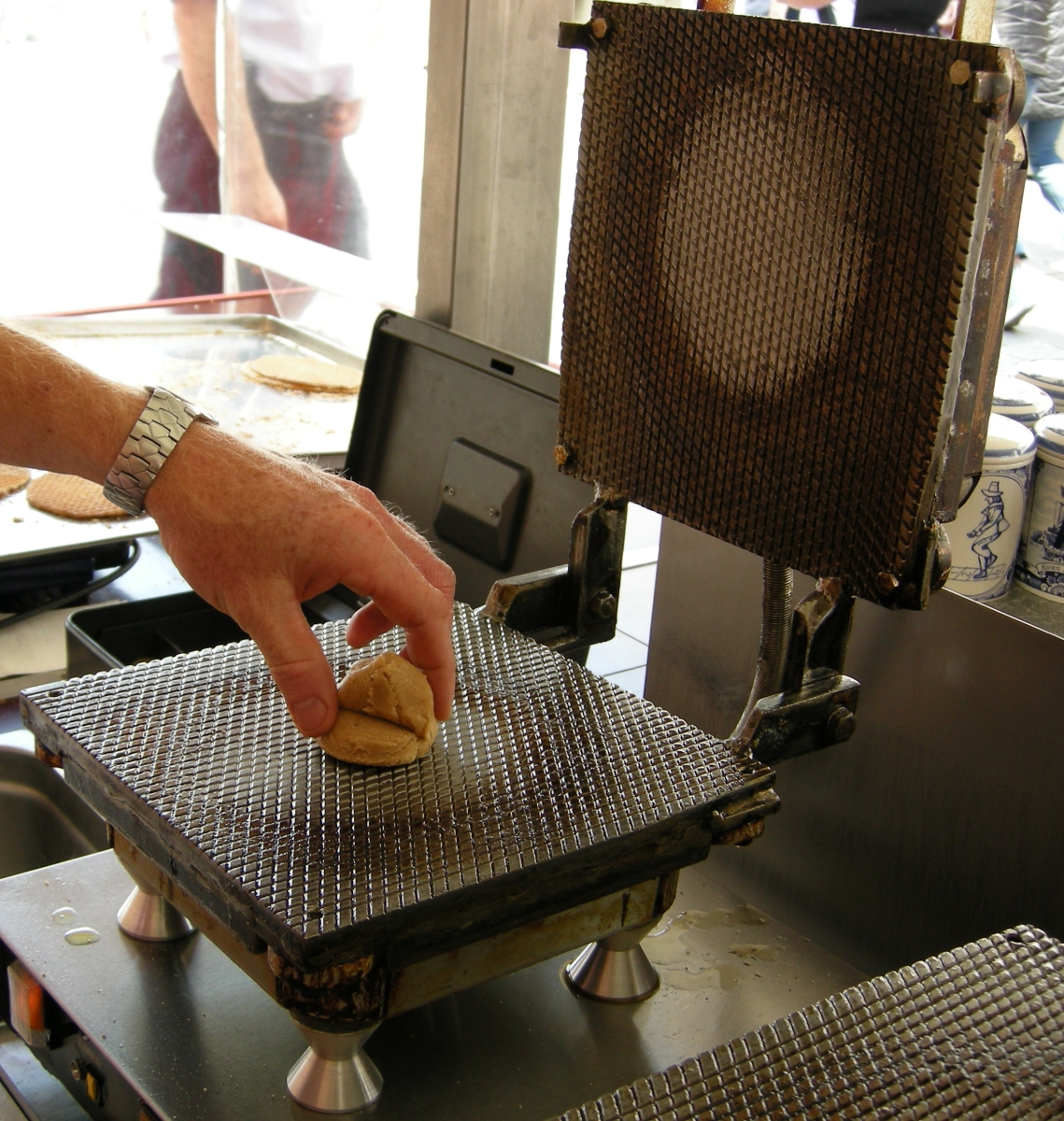
ナイメーヘンでストロープワッフルを焼くのに使われているワッフルメーカー。
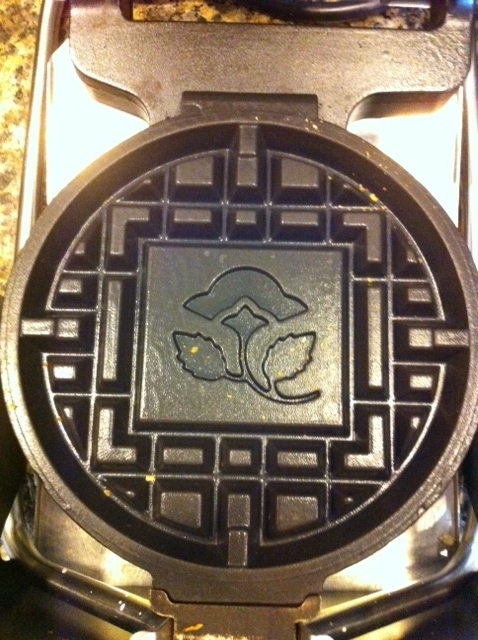
Country Inns & Suitesのロゴが入っていて、焼いたワッフルで会社ロゴを宣伝するワッフルメーカー。
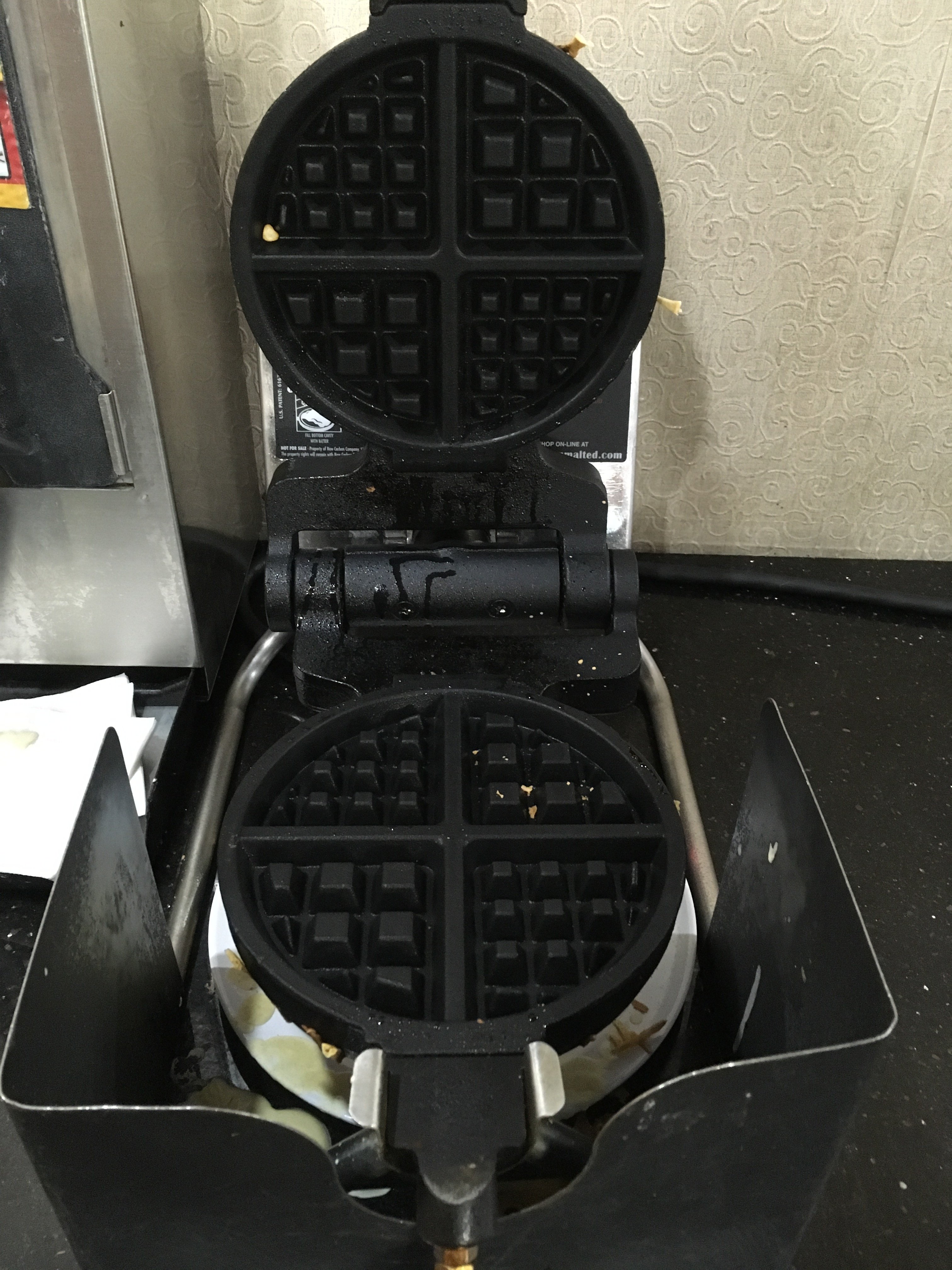
アメリカのホテルの朝食カウンターで一般に見られるタイプのワッフルメーカー。宿泊客が生地を注ぎ、ワッフルメーカーを閉じるとタイマーが始まる。ワッフルが焼き上がると音が止まる。
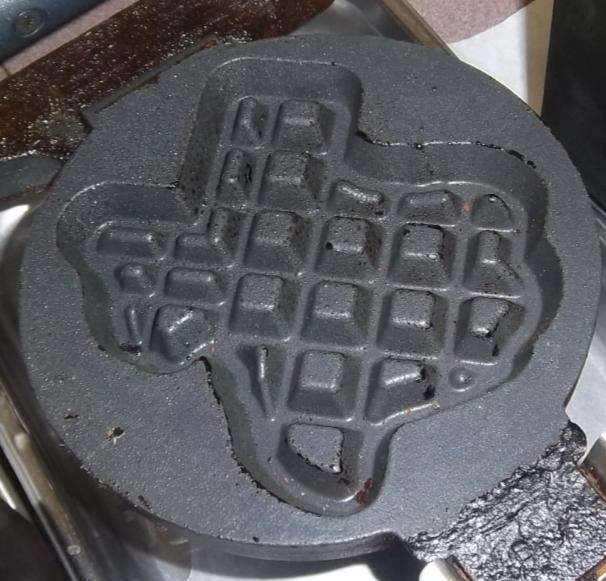
テキサス州のホテルで一般に見られる、州の形のワッフルメーカー。
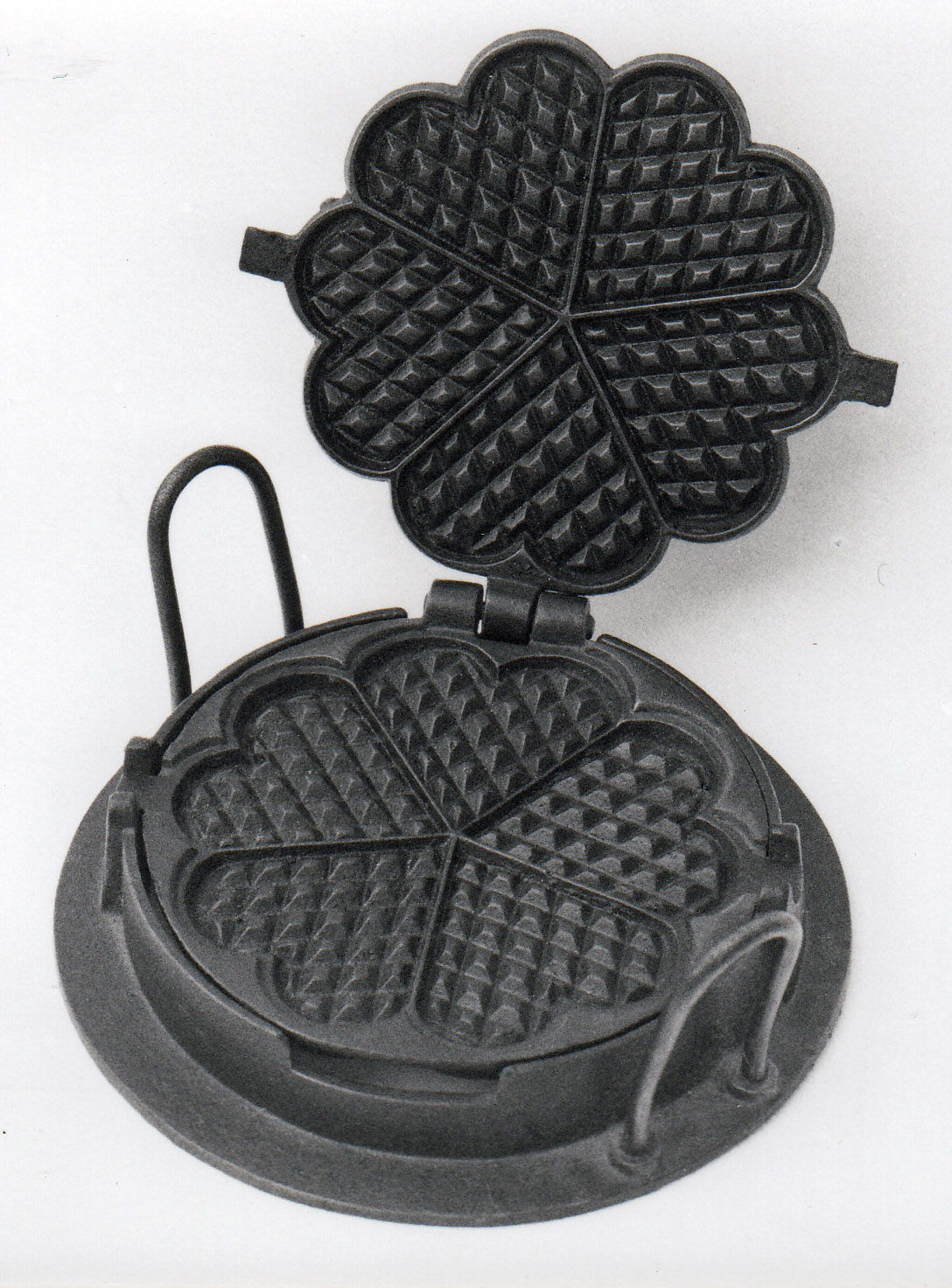
スカンジナビアでは、ハート型のワッフルメーカーが一般的である。
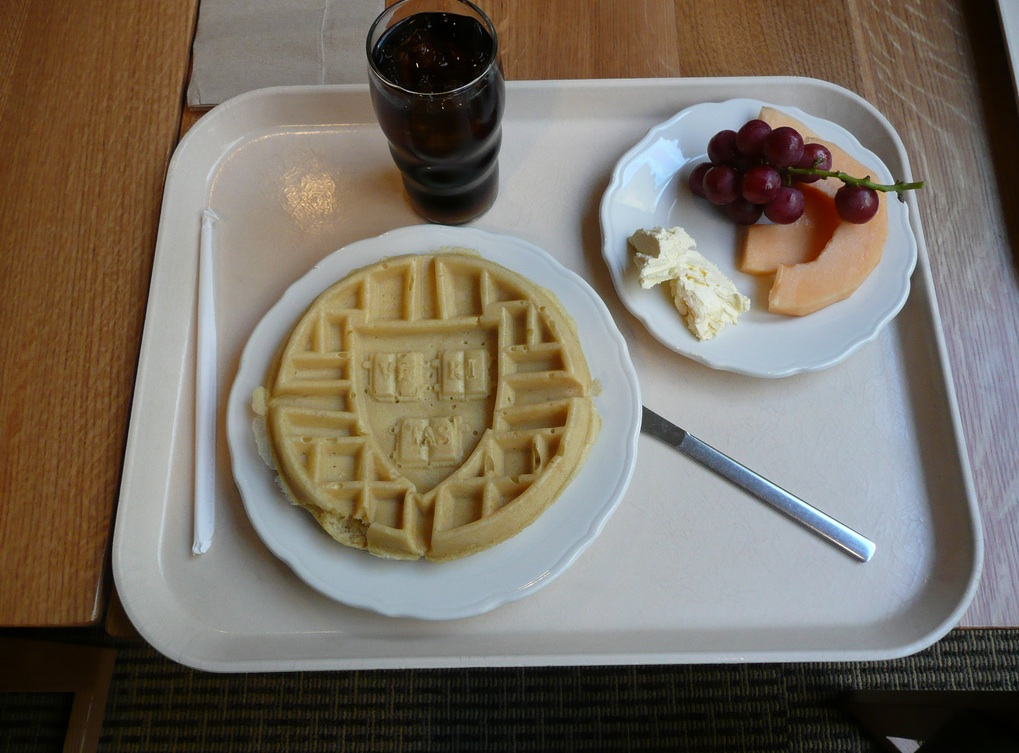
特製のワッフルメーカーで焼かれた、ハーバード大学のエスカッシャンが入ったワッフル。